# Caesars Entertainment Corporation
La Caesars Entertainment Corporation (conosciuta precedentemente con la denominazione: Harrah's Entertainment) è una delle più grandi catene di hotel casinò del mondo, è stata fondata a Reno, ma ha sede a Las Vegas, attraverso diversi marchi gestisce un considerevole numero di alberghi e di Casinò, tra i più importanti il Flamingo, il Caesars Palace, il Rio e il Paris Las Vegas.
Recentemente ha superato la grande rivale MGM Mirage diventando la più grande azienda di intrattenimento del mondo, possedendo più di 40 casinò per una superficie totale di 370.000 m² di sale da gioco.
Organizza, inoltre, le World Series of Poker, ossia i mondiali di poker sportivo.

## Storia

### Inizio (1937-1978)
- La compagnia conosciuta con il nome di Harrah's Entertainment fu fondata il 30 ottobre 1937 a Reno, in Nevada da William F. Harrah e al momento della fondazione si occupava esclusivamente di saloni dedicati al gioco del bingo
- 1971 - Harrah's Entertainment diventa una società per azioni, vengono emesse le prime 450.000 azioni.
- 1972 - Harrah's Entertainment viene quotata all'American Stock Exchange.
- 1973 - Harrah's Entertainment è la prima compagnia di gioco d'azzardo a essere quotata al NYSE.
- giugno 1978 - il fondatore William F. Harrah morì.

### anni ottanta-novanta

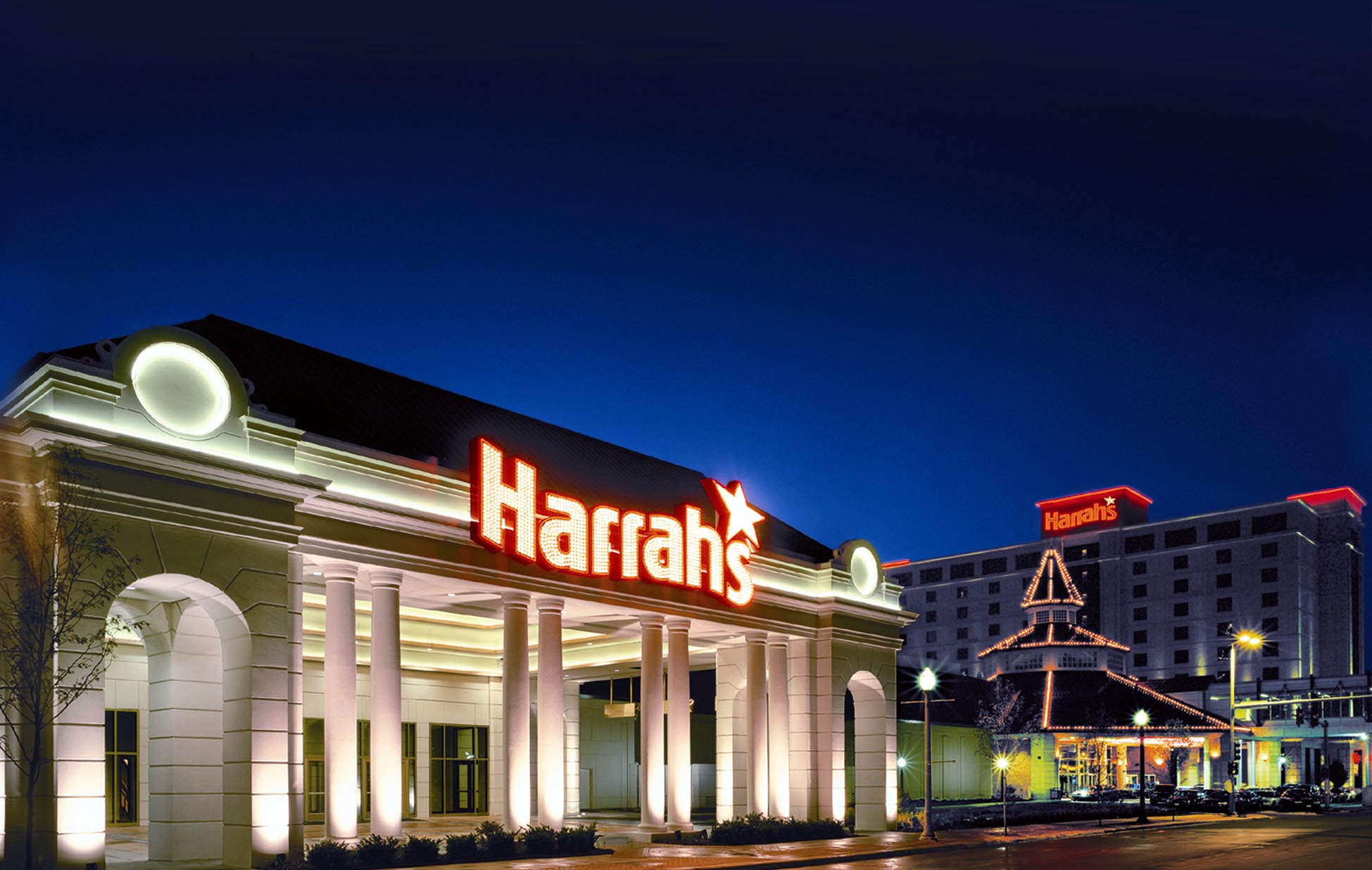
Harrah's Joliet

- Febbraio 1980 - Holiday Inns, Inc. acquista l'Harrah's Las Vegas.
- 1988 - Apre l'Harrah's Laughlin
- 1991 - Il quartier generale viene spostato da Reno a Memphis nel Tennessee
- 1992 - Il resort Holiday Las Vegas viene ribattezzatto Harrah's.
- maggio 1993 - Apre l'Harrah's Joliet.
- novembre 1993 - Apre Harrah's Vicksburg.
- dicembre 1993 - Apre Harrah's Tunica.
- aprile 1994 - Apre Harrah's Shreveport.
- ottobre 1997 - Harrah's completa un'espansione a Las Vegas costata $200 milioni
- 1º gennaio, 1999 Harrah's chiuse la trattativa per la vendita del Rio All Suite Hotel and Casino e Rio Secco Golf course per $888 milioni.
- 1999 - La compagnia sposta il quartier generale da Memphis a Las Vegas.

### 2000-oggi
- giugno 2003 - Venduto l'Harrah's Vicksburg.
- 2004 - La compagnia acquista la Horseshoe Gaming Holding Corporation e i diritti sulle WSOP.
- giugno 2005 - Il 13 giugno 2005 Harrah's completa l'acquisto della Caesars Entertainment.
- Il 23 novembre 2010 la denominazione ufficiale diviene: Caesars Entertainment Corporation

## Casinò

### Bally's
- Bally's Atlantic City
- Bally's Las Vegas

### Caesars
- Caesars Atlantic City
- Caesars Indiana
- Caesars Palace Las Vegas

### Grand Casino
- Grand Casino Biloxi
- Grand Casino Tunica

### Harrah's
- Harrah's Ak-Chin Casino
- Harrah's Atlantic City
- Harrah's Cherokee
- Harrah's Chester
- Harrah's Council Bluffs
- Harrah's Joliet
- Harrah's Lake Tahoe
- Harrah's Las Vegas
- Harrah's Laughlin
- Harrah's Louisiana Downs
- Harrah's Metropolis
- Harrah's New Orleans
- Harrah's North Kansas City
- Harrah's Prairie Band
- Harrah's Reno
- Harrah's Rincon
- Harrah's St. Louis

### Horseshoe
- Horseshoe Gaming Holding Corporation
  - Horseshoe Bossier City
  - Horseshoe Council Bluffs
  - Horseshoe Hammond
  - Horseshoe Casino Tunica

### Altri
- Bill's Casino Lake Tahoe

Logo dell'O'Sheas Casino

- Bill's Gamblin' Hall and Saloon, Las Vegas, Nevada
- Sheraton Hotel and Casino, Tunica, Mississippi
- Casino Windsor (cambierà nome in Caesars Windsor nel 2008)
- Conrad Resort and Casino, Punta Del Este, Uruguay
- Flamingo Las Vegas
- Imperial Palace
- O'Sheas Casino (gestito dal Flamingo Las Vegas)
- Harveys Lake Tahoe
- Paris Las Vegas
- Rio All Suite Hotel and Casino Las Vegas
- Showboat Casino, Atlantic City
- London Clubs International, UK